# كافايون
كافايون هي مدينة من مدن هايتي. يبلغ عدد سكانها 46,037 (commune) نسمة وذلك حسب إحصائيات سنة 2003. يبلغ ارتفاع المدينة عن سطح البحر قرابة 109 متر.

## أعلام
- جاك روش